# 阿列普斯
阿列普斯，是西班牙阿拉贡自治区特鲁埃尔省的一个市镇。总面积67平方公里，总人口135人（2001年），人口密度2人/平方公里。